# Omuntele

Wahlkreiskarte von Omuntele

Omuntele ist eine Ansiedlung mit knapp 2000 Einwohnern in der Region Oshikoto im Nordosten von Namibia. Der Ort liegt in einer Hochebene auf 1089 m und besitzt einen Flugplatz.
Omuntele ist auch Verwaltungssitz des gleichnamigen Wahlkreises mit einer Fläche von 1149 km² und ca. 26.000 Einwohnern.
Koordinaten: 18° 14′ S, 16° 14′ O